# Jean Rambaud
Jean Rambaud (in religione Philippe de la Trinité, O.C.D.; Grenoble, 22 gennaio 1908 – Venasque, 10 aprile 1977) è stato un religioso e teologo francese.
Provinciale dei carmelitani, durante la Seconda guerra mondiale partecipò alla Resistenza francese. Fu nominato poi consultore del Sant'Uffizio presso il quale difese la fede cattolica, opponendosi in particolare alle idee di Pierre Teilhard de Chardin.

## Biografia
Terzo figlio di Emmanuel Rambaud e di sua moglie, nata Élisabeth Jullien de Pommerol, Jean Rambaud proveniva da una numerosa famiglia cattolica, ed era nipote del capo della stampa lionese Joseph Rambaud, nipote del cardinale Jullien e zio di Claire de Castelbajac.
Educato dai Gesuiti (fu allievo di Henri de Lubac a Mongré), entrò nel seminario francese a Roma nel 1925.
Dopo aver conseguito il dottorato in filosofia nel 1928, completò il baccalaureato in teologia e il baccalaureato in diritto canonico (nel 1929), nel 1930 vestì l'abito dei carmelitani scalzi, pronunciò i voti nel noviziato dei carmelitani di Lilla nel 1931 e fu ordinato sacerdote tre anni più tardi.
Su richiesta del loro superiore, padre Louis de la Trinité, dal 1934 fu nominato vicedirettore del collegio minorile del convento di Avon, non distante dal Castello di Fontainebleau, fondato e diretto da padre Jacques de Jesus. Lì insegnò filosofia e pubblicò Études carmélitaines (Studi Carmelitan) i, opera nella quale sviluppò un pensiero tomista ortodosso.

### Provinciale dei Carmelitani e uomo della Resistenza (1940-1945)
(Étienne Fouilloux, Satan 1948 [recension])
Allo scoppio della seconda guerra mondiale, il vicario provinciale Louis de la Trinité (futuro ammiraglio Thierry d'Argenlieu, soprannominato il "carmelitano navale") fu mobilitato in marina; fatto prigioniero a Cherbourg nel giugno 1940, fuggì e si unì al generale de Gaulle a Londra il 30 giugno. Dopo aver consultato l'arcivescovo di Parigi, nel provinciale settembre 1940 ebbe luogo un consiglio che lo spogliò dell'ufficio, ritenendo la sua condotta incompatibile con i suoi doveri religiosi. Philippe de la Trinité divenne vicario provinciale per sostituzione nel 1940, poi per elezione dal 1942 al 1945.
Dal 1943, partecipò alla Resistenza nella rete Vélite-Termopyles, approfittando dei suoi numerosi viaggi in Francia per visitare i conventi carmelitani o per predicare in occasione dei ritiri: diede aiuto ai perseguitati, alloggio ai bambini e agli ebrei presso il collegio infantile di Avon, fino a quando il 15 gennaio 1944 non fu imprigionato dalla Gestapo. L’episodio è menzionato nel film Arrivederci ragazzi.
Rambaud fece parte del comitato direttivo del Fronte Nazionale della Resistenza fin dalla sua fondazione nel 1943 e ricevette la medaglia della Resistenza francese nell’aprile 1944.
Thierry d'Argenlieu lo raccomandò al generale de Gaulle, che volle che un religioso facesse parte dell'Assemblea consultiva provvisoria: col beneplacito del cardinale Suhard, fu nominato membro dell'Assemblea consultiva di Algeri in rappresentanza del Fronte Nazionale della Resistenza. Non avendo potuto recarsi ad Algeri a seguito dello sbarco in Normandia che aveva interrotto tutti i viaggi aerei, partecipò all'Assemblea consultiva provvisoria che nel novembre 1946 era stata trasferita in Senato. Intervenne in particolare per difendere la libertà educativa nella scuola. All'interno del Fronte Nazionale incarnò, insieme a François Mauriac, Henri Choisnel e Jacques Debû-Bridel, una sensibilità democristiana “moderata”, pronta a collaborare con i comunisti in nome della sacra unione, in merito alla quale aveva dichiarato: «nel nome dei morti che hanno mischiato il loro sangue per la stessa causa, cattolici e non, socialisti o meno, comunisti o meno, non abbiamo diritto di rompere tale unione».
Durante la campagna elettorale per l'Assemblea Costituente e mentre il Fronte Nazionale veniva assorbito dal Partito Comunista Francese, iI 24 settembre 1945 rassegnò le dimissioni dal comitato direttivo e rinunciò a ogni azione politica. Durante la guerra «non ha mai abbandonato l'abito religioso e non ha mai accettato alcuna responsabilità o atto di natura militare, né per sé né per i religiosi che da lui dipendevano».
In seguito, ritornò ad insegnare al collegio di Avon. Nel 1947 scrisse una biografia di padre Jacques, un combattente della resistenza deportato in un campo di concentramento e morto nel giugno 1945, opera che ricevette il premio Montyon dall'Accademia di Francia.
Nel 1952 ricevette la Legion d'Onore e la Croix de guerre.

### Consultore presso il Sant'Uffizio (1952-1973), oppositore di Teilhard de Chardin
Nel 1952 Maria Eugenio di Gesù Bambino notò le sue pubblicazioni e lo chiamò alla guida del Teresianum, la facoltà teologica dei Carmelitani.
Fu nominato qualificato, poi consultore del Sant'Uffizio, vale a dire «un teologo altamente qualificato incaricato dal papa di studiare particolari questioni di fede o di disciplina». Ricoprì tale ruolo fino al 1973, all’ombra del cardinale Alfredo Ottaviani, già segretario del Sant'Uffizio e poi prefetto della Congregazione per la Dottrina della Fede dopo il ’65.
Durante questo periodo, si spese soprattutto contro le opere di Teilhard de Chardin, che era morto nel ‘55. Le sue opere, bandite dalla pubblicazione durante la sua vita, erano state pubblicate postume dal suo segretario e ampiamente distribuite, in particolare negli ambienti progressisti. Philippe de la Trinité contribuì al ‘monitum’’ del Sant’Uffizio del 30 giugno 1962:
Sans porter de jugement sur ce qui a trait aux sciences positives, il est bien manifeste que, sur le plan philosophique et théologique, ces œuvres regorgent d’ambiguïtés telles, et même d’erreurs graves, qu’elles offensent la doctrine catholique.
C’est pourquoi les éminentissimes et révérendissimes Pères de la suprême sacrée congrégation du Saint-Office invitent tous les Ordinaires, ainsi que les supérieurs d’instituts religieux, les supérieurs de séminaires et les recteurs d’universités à mettre en garde les esprits, particulièrement ceux des jeunes, contre les dangers que présentent les œuvres du P. Teilhard de Chardin et celles de ses disciples.»
Senza giudicare ciò che ha a che fare con le scienze positive, è del tutto evidente che, sul piano filosofico e teologico, queste opere sono piene di tali ambiguità, e anche di gravi errori, da offendere la dottrina cattolica.
Per questo i padri più eminenti e reverendissimi della suprema sacra Congregazione del Sant'Uffizio invitano tutti gli Ordinari, nonché i Superiori degli Istituti religiosi, i superiori dei seminari e i rettori delle Università ad avvertire gli spiriti, in particolare quelli dei giovani, contro i pericoli presentati dall'opera di padre Teilhard de Chardin e da quella dei suoi discepoli.»
(Sant’Uffizio, 30 giugno 1962)
Gli scritti di Teilhard de Chardin non furono messi all’indice, pratica che sarebbe stata abbandonata quattro anni più tardi, bensì furono oggetto di un “avvertimento” da parte del Sant’Uffizio, approvato da papa Giovanni XXIII. Il 1º luglio 1962 fu pubblicato dall'Osservatore Romano un lungo commento a questa decisione, un commento non firmato, ma certamente scritto da Philippe de la Trinité, come aveva supposto Henri de Lubac.
Philippe de la Trinité dedicò diverse opere a Teilhard de Chardin negli anni Sessanta, per illustrare i meriti del ‘’monitum’’ del 1962, denunciandone la "confusione integrale" e qualificando il teilhardismo come una "pseudo-sintesi" panteistica:
(Philippe de la Trinité, ‘’Teilhard de Chardin, étude critique’’, Desclée de Brouwer, 1968, p. 136.)
Anche se la piena forza del monitum del 1962 fu regolarmente confermata, l'influenza del teilhardismo rimase parimente importante: nel 1965 il cardinale Ottaviani ammise che papa Paolo VI conservava le opere di Teilhard nella propria biblioteca di lavoro; a partire dal 1968, Joseph Ratzinger fece riferimento ad esse in modo elogiativo per aver rinnovato la cristologia; nel 2015 papa Francesco citò direttamente Teilhard nella sua enciclica Laudato si' (§  83). Nel novembre 2017, una petizione del Pontificio Consiglio della Cultura indirizzata a papa Francesco chiese la revoca del monitum.

### Sul dialogo tra cattolicesimo e marxismo
In una lettera del 1952 Teilhard de Chardin propose una «sintesi fra il Dio (cristiano) dell’In-Alto e il Dio (marxista) del’In-Avanti», sintesi in un unico Dio, muovendo dall’assunto secondo il quale la comune fede nell’uomo li condurrebbe al medesimo vertice. Il suo lavoro, basato sull'evoluzione, catturò l'attenzione di intellettuali comunisti come Roger Garaudy, allora filosofo ufficiale del PCF, e diede luogo a riavvicinamenti e scambi tra cattolici e marxisti. Tuttavia, un decreto del Sant'Uffizio del 1949 vietò qualsiasi collaborazione con i comunisti, a pena di scomunica.
Mentre Garaudy dava alle stampe nel ’65 De l'anathème au dialogue (Dall'anatema al dialogo) e Dubarle pubblicava Pour un dialogue avec les marxistes (Per un dialogo con i marxisti, nel ’64), Philippe de la Trinité si oppose fermamente a tale ingenuità:
(Philippe de la Trinité, Progressisme doctrinal catholico-marxiste,  in Ephemerides Carmeliticae, 15, 1964)
Nel ’66 pubblicò Dialogue avec le marxisme? Ecclesiam suam et Vatican II.

### Altri incarichi
Padre Philippe de la Trinité divise il suo tempo a Roma tra il Sant'Uffizio e la casa generalizia dell'Ordine Carmelitano. Professore e Rettore del Collegio Internazionale dei Carmelitani Scalzi, Philippe de la Trinité presiedette il Teresianum dal 1953 al 1964.
Nel 1961 fu nominato consultore della Pontificia Commissione Teologica per la preparazione del Concilio Vaticano II, insieme a Henri de Lubac. Continuò a pubblicare testi di teologia dogmatica (sull'unione ipostatica, sulla maternità divina, sulla filiazione adottiva e sulle virtù teologali), e a correggere alcune interpretazioni del Vaticano II ad es. in Peut-on brader le dogme de l'Eucharistie? nel 1970).
La nipote Claire de Castelbajac lo conobbe a Roma dove studiò restauro d'arte dal 1971 al 1974. Disse:
(Pierre Lunel, ‘’La force de l'âme : de jeunes chrétiens héroïques’’)
Tuttavia, Claire discuteva con lo zio anche dei sentimenti che provava per un ragazzo e la scelta di vita carmelitana non avvenne. Dopo la morte di Claire nel gennaio 1975, incoraggiò sua sorella Solange de Castelbajac, nata Rambaud, a pubblicare la corrispondenza di sua figlia. Questo libro sarebbe stato all'origine della procedura di canonizzazione di Chiara.
Nel 1975 fu nominato ufficiale della Legion d'Onore in Affari Esteri quale professore di teologia al Teresianum.
Indebolito di salute, si ritirò all'Istituto Notre-Dame de Vie di Venasque (Vaucluse), si spense il 10 aprile 1977, la domenica di Pasqua, ventidue anni dopo la morte di Teilhard de Chardin.

## Opere
- Le Père Jacques: martyr de la Charité, Desclée de Brouwer, 1947

Prix Montyon nel 1948 da parte dell’Académie française
- Un Martyr des camps: le Père Jacques, Tallandier, 1949
- La doctrine de sainte Thérèse de l'Enfant-Jésus sur le purgatoire, Librairie du Carmel, 1950
- Charles Journet, Jacques Maritain, Philippe de la Trinité, Le Péché de l'ange: peccabilité, nature et surnature, Beauchesne, 1961
- Rome et Teilhard de Chardin, Fayard, 1964
- Dialogue avec le marxisme? "Ecclesiam Suam" et Vatican II, Editions du Cèdre, 1966.
- Teilhard de Chardin, étude critique (tome 1: Foi au Christ universel, tome 2: Vision cosmique et christique), Desclée de Brouwer, 1968
- Pour ou contre Teilhard de Chardin, penseur religieux, Saint-Céneré, 1970.
- Peut-on brader le dogme de l'Eucharistie? : avec un dialogue de Fidès et de Contestataire, portant aussi sur d'autres problèmes d'actualité, Saint-Céneré, 1970